# اداره هلمند و دره ارغنداب

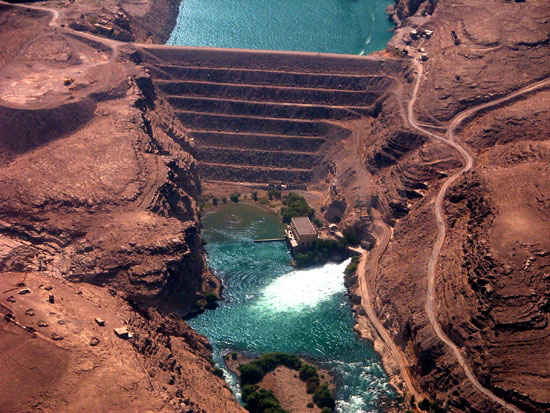

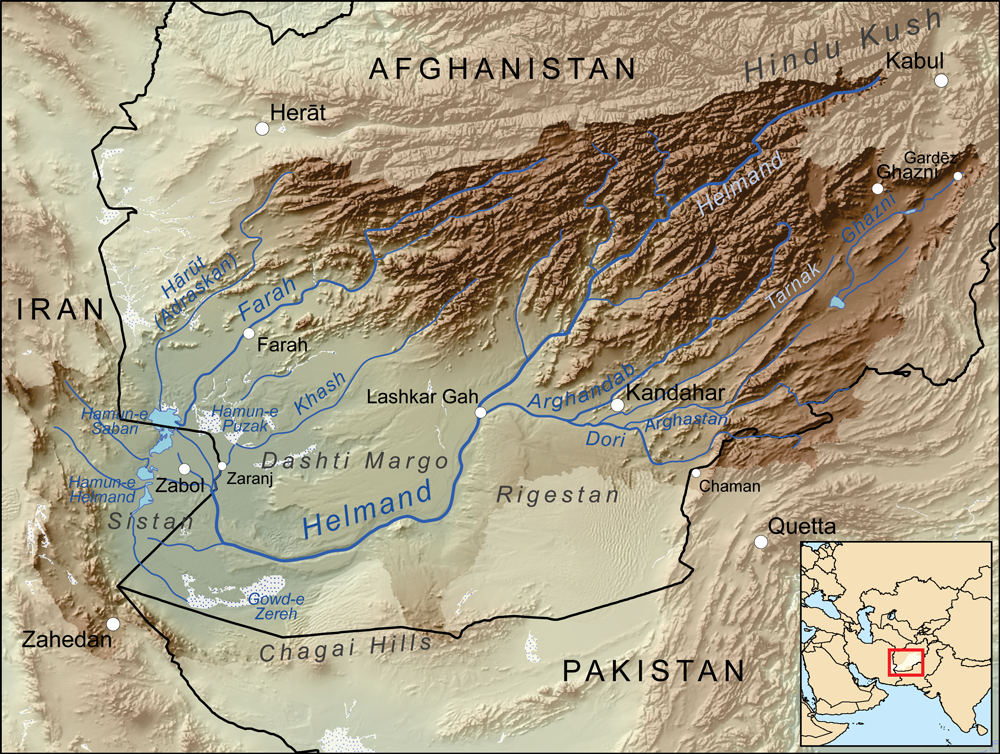

اداره هلمند و دره ارغنداب در شهر لشکرگاه واقع در مرکز استان هلمند افغانستان قرار دارد، از آغاز تا گسترش آن در سال ۱۹۶۵ اداره دره هلمند (HVA) نام داشت این اداره در ۴ دسامبر ۱۹۵۲ توسط دولت افغانستان تأسیس شد. این آژانس مشابه تنسی ولی آتوریتی ایالات متحده آمریکا ساخته شد و اراضی‌ای که تحت پوشش آن قرار دارند عبارتند از ولایت فراه، ولایت غزنی، ولایت هلمند، ولایت هرات و ولایت قندهار که تحت نظارت وزارت زراعت، آبیاری و مالداری افغانستان می‌باشد.

## تاریخچه
اداره هلمند و دره ارغنداب (HAVA) ابتدا برای آبیاری و توسعه اقتصادی دره ارغنداب و گسترش مناطق کشاورزی رود هیرمند و رود ارغنداب ایجاد شد، این طرح برای آینده اقتصاد افغانستان پیش‌بینی شده بود و از اهمیت خاصی برخوردار بود. قبل از شروع درگیری‌ها در اواخر دهه هفتاد، تمام منطقه تحت پوشش آبیاری (HAVA) قرار داشت به‌طوری‌که این منطقه بخش زیادی از غلات و پنبه افغانستان را تأمین می‌کرد و به یکی از مراکز عمده صادرات خارجی افغانستان تبدیل شده بود. بین سالهای ۱۹۷۹ تا ۲۰۰۲ مساحت زیر آبیاری به کمتر از نصف کاهش یافت و به ۱٫۵۰۰٬۰۰۰ هکتار رسید، گرچه بعد از آن مقداری افزایش پیدا کرد. این پروژه عمرانی افغانستان از بانک صادرات-واردات ایالات متحده وام‌های ویژه دریافت کرد. هرچند قریب به ۲۰٪ از کل هزینه‌های دولت افغانستان در طول دهه ۵۰ و ۱۹۶۰ به بودجه عمرانی HVA و HAVA اختصاص یافت، با این حال آن را یک پروژه عمرانی ایالات متحده می‌پنداشتند. این موضوع به قول مورخ آرنولد جی. توینبی «قطعه‌ای بود که آمریکا در سرزمین افغانستان ایجاد کرد… آنها با استفاده از رودخانه هلمند از بیابان دنیای جدیدی ساختند که گویا یک آمریکا در آسیا است.»
- تولید مواد مخدر در افغانستان
- بیابان‌زدایی

## وضعیت کنونی
در حال حاضر سیستم اداره آبیاری HAVA یکی از مهمترین منابع سرمایه‌ای کشور برای گسترش و حفظ محصولات کشاورزی و تولید آن به‌شمار می‌رود. HAVA در این منطقه از افغانستان نقش بسیار حیاتی ایفا می‌کند. از مارس ۲۰۱۲ مدیر آن حاجی خان آقا بوده‌است.

## گسترش
گسترش آژانس دره هلمند از سال ۱۹۴۶ توسط دولت افغانستان آغاز گردید. علاوه بر آبیاری و توسعه اراضی، پروژه‌های دیگری در دستورکار قرار گرفت که شامل کنترل سیلاب‌ها و برق، پیشرفت در روش‌ها و تجهیزات کشاورزی، پیشرفت در بهداشت، آموزش و جاده‌های مواصلاتی و باز اسکان قریب به ۵٬۵۰۰ خانواده عشایری فاقد زمین در منطقه بود، پروژه آبیاری از طریق بند ارغنداب (دهله)، در ۱۹۵۲ به پایان رسید، پروژه آبیاری از طریق سد کجکی در رودخانه هلمند در ۱۹۵۳ به پایان رسید، هر دو پروژه توسط یک شرکت محلی مهندسی عمران به نام موریسون نودسن که پیش از این سد هوور را ساخته بود اجرا شد، دستاورد این پروژه آبیاری که آب آن را از طریق کانال‌های بوگرا، شیامالان و درویشان تأمین کردند به یکی از مهمترین طرح‌های کشاورزی در مناطق صحرایی جهان تبدیل شد.

### دخالت دولت
دولت ایالات متحده از سال ۱۹۴۹ تا هنگام تهاجم شوروی به افغانستان در سال ۱۹۷۹ به‌طور رسمی دست‌اندرکار این پروژه بود و بین سالهای ۱۹۴۹ تا ۱۹۷۱ آمریکا تأمین مالی هشت سد را در رودخانه هلمند برعهده داشت. از سال ۱۹۶۰ آژانس توسعه بین‌المللی و جانشین بعدی‌اش، آژانس همکاری‌های فنی قریب به ۸۰ میلیون دلار برای انجام ۲۵ پروژه عمرانی در افغانستان کمک مالی کرد و در این میان آژانس HAVA به ویترین کمک‌های خارجی ایالات متحده تبدیل شد.
اولین پروژه عمران آبیاری مدرن در منطقه هلمند و دره ارغنداب در سال ۱۹۳۵ و با کمک مالی دولت ژاپن آغاز شد و تا قبل از جنگ جهانی دوم دولت آلمان نیز کمک‌هایی کرده بود.

### مناطق زیر پوشش HAVA برای آبیاری
در ولایت هلمند، ولسوالی نادعلی، مارجه، شامالون، درویشان، ولسوالی ریگ خان‌نشین، سراج، گرشک، ولسوالی سنگین-کجاکای، ولسوالی موسی قلعه و نوزاد (هلمند) از طریق اداره HAVA آبیاری می‌شوند و همچنین مناطق مایوند، ولسوالی دامان، ولسوالی ارغنداب و ولسوالی پنجوائی در ولایت قندهار.

### مشکلات
اگرچه گسترش آژانس دره هلمند منجر به دستاوردهای قابل توجهی در تولید محصولات کشاورزی شد و درآمد کشاورزی را به میزان ده برابر افزایش داد، اما همین مشکلاتی را به وجود آورده‌است. به ویژه، تا سال ۱۹۷۵ به دلیل آبیاری بیش از حد و زهکشی ضعیف، باعث آبگرفتگی و نمکی زدگی زمین شد به‌طوری که به خاک برخی از مناطق برای بهره‌برداری کشاورزی آسیب جدی وارد شد؛ و ادامه کار برای کاهش این امر با حمله شوروی قطع شد. به دنبال سرنگون شدن دولت نجیب الله در سال ۱۹۹۲. به کمک آبیاری منطقه، دره هلمند به‌طور گسترده به کشت خشخاش پرداخت، آن‌چنان‌که تا دهه ۱۹۵۰ HAVA پرداختن به سایر محصولات کشاورزی را سرکوب کرد.
آبیاری کردن این مناطق باعث شد تا میزان آب جاری رودخانه هلمند به میزان قابل توجهی از ریختن به دریاچه هامون کاهش یابد و همین امر موجب خشکسالی در مناطق هامون و وارد شدن آسیب جدی به محیط زیست در دریاچه هامون گردید، بخش اعظم این آسیب در سال ۱۹۹۹ باعث شد یکی از تالاب‌های مهم بین‌المللی، که زیستگاه پرندگان آبزی بود خشک شود.

## تحولات اخیر
در سال ۲۰۰۵ به دنبال یک پروژه کمک‌رسانی ایالات متحده برای ساخت شش مخزن در شهر لشکرگاه، آژانس HAVA توانست با تأمین تسهیلات آب شیرین و وصل اتصالات به ساکنان شهر آب شیرین برساند و حفظ سیستم را مدیریت کند. لشکرگاه طی ۳۰ سال گذشته به دلیل آب هلمند آب شیرین نداشته‌است.
استان هلمند با کمک گروه مهندسان بریتانیایی تتیس توانست قریب به ۱۷۰ نقطه تعمیراتی زیرساخت‌های این استان را بین سالهای ۲۰۱۰ تا ۲۰۱۲ تعمیر کند و از آن پس آژانس HAVA توانست سیستم آبیاری را به ۳۰ مکان دیگر افزایش دهد.
از سال ۲۰۱۱ یک طرح جامع عمران در حوضه رودخانه هلمند به نام (HRBMP) برای بازسازی ظرفیت آژانس HAVA با بودجه وزارت توسعه بین‌المللی انگلیس آغاز شده‌است.

### جستار های وابسته
- بند ارغنداب